# زندان آباشیری
زندان آباشیری (انگلیسی: Abashiri Prison) (به ژاپنی: 網走刑務所) یک زندان در شهر آباشیری، ناحیه هوکایدو است که در سال ۱۸۹۰ افتتاح شد. این زندان که به عنوان زندانی در بالاترین ناحیه شمالی ژاپن، مطرح می‌باشد در نزدیکی رود آباشیری و شرق مونت تنتو (Mount Tento) قرار دارد. در اینجا، زندانیانی که حکم حبس کمتر از ده سال دارند، نگهداری می‌شوند.